# 東トルキスタン情報センター
東トルキスタン情報センター（ひがしとるきすたんじょうほうセンター）は、ウイグル人亡命者の組織である。ドイツのミュンヘンに本部を置いて東トルキスタンに関する広報活動を行っている。米国のワシントンD.C.にも拠点を置いている。

## 活動
中国政府によるウイグル人の民族圧迫や人権侵害などについての情報を配信している。